# Slaakbrug
De Slaakbrug is een brug bij het dorp Sint Philipsland in de gemeente Tholen in de Nederlandse provincie Zeeland, en bij het dorp Nieuw-Vossemeer in de gemeente Steenbergen in de Nederlandse provincie Noord-Brabant. De brug overspant het Schelde-Rijnkanaal en is een stalen boogbrug met aan weerszijden een aanbrug. De hoofdoverspanning is 140 meter en twee zijoverspanningen van 255 meter, zodat het geheel 650 meter lang is. De brug is in gebruik als 80 km/h gebiedsontsluitingsweg N257, met een gescheiden 60 km/h weg voor lokaal verkeer.

## Scheepvaart
De Slaakbrug heeft een doorvaartbreedte van 135 meter, en een doorvaarthoogte van +9,76 meter NAP. Omdat in het kanaal het waterpeil normaal iets hoger staat dan NAP is de netto doorvaarthoogte 9,61 meter t.o.v. het kanaalpeil.